# Matrox
A Matrox egy kanadai cég, mely személyi számítógépekbe való videókártyákat, továbbá videófeldolgozással kapcsolatos hardvereket gyárt.

## Történet, etimológia
A céget 1976-ban alapította Lorne Trottier és Branko Matić. A Matrox név a két alapító tag nevéből áll össze: a "Ma" Matićból, a "tro" a Trottier-ből, a szóvégi x pedig az angol "excellence", azaz „kiválóság” szóból jön.

## Tevékenység
A Matrox egy gyűjtőnév, amely két külön vállalatot jelöl: az egyik a Matrox Graphics Inc., a másik pedig a Matrox Electronic Systems Ltd., amelynek két divíziója van: az Imaging és a Digital Video Solutions. A Matrox Graphics a közismertebb, ugyanis több mint 30 éves múltra tekintenek vissza személyi számítógépbe illeszthető videókártyák fejlesztése területén. 
A Matrox Electronic Systems mindkét divíziója professzionális felhasználásra gyárt termékeket. Az Imaging termelési, orvosi diagnosztikai illetve biztonságtechnikai célokra készít különféle képfeldolgozó hardvereket, a Digital Video Solutions pedig videófeldolgozással, -vágással, illetve -tömörítéssel kapcsolatos hardvereket gyárt.

## Külső hivatkozások
- Hivatalos weblap
- Matrox Graphics divízió
- Matrox Digital Video Solutions divízió
- Matrox Imaging divízió
- Matrox chipek azonosítása
- Nem hivatalos, nyílt forrású Linux meghajtók, és fórum
- MatroxRulez's honlap
- Matrox Users Resource Center fórum Archiválva 2009. szeptember 1-i dátummal a Wayback Machine-ben